# Longchamp (Vosges)
Longchamp ist eine französische Gemeinde mit 460 Einwohnern (Stand 1. Januar 2022) im Département Vosges in der Region Grand Est (bis 2015 Lothringen). Sie gehört zum Arrondissement Épinal, zum Kanton Épinal-2 und zum Gemeindeverband Agglomération d’Épinal.

## Geografie
Die Gemeinde Villoncourt liegt etwa drei Kilometer nordöstlich von Épinal. Nachbargemeinden sind:
- Sercœur im Norden,
- Vaudéville im Nordosten,
- Aydoilles im Osten,
- Deyvillers im Süden,
- Jeuxey im Südwesten,
- Dogneville im Westen und
- Dignonville im Nordwesten.

## Bevölkerungsentwicklung
| Jahr      | 1962 | 1968 | 1975 | 1982 | 1990 | 1999 | 2008 | 2017 |
| Einwohner | 217  | 218  | 202  | 242  | 325  | 336  | 403  | 456  |

## Sehenswürdigkeiten
- Kirche Saint-Rémy